# Euphyia multiferata
Euphyia multiferata är en fjärilsart som beskrevs av Walker 1863. Euphyia multiferata ingår i släktet Euphyia och familjen mätare. Inga underarter finns listade i Catalogue of Life.